# 간토 7
간토 7(일본어: 関東7, 간토 세븐)은 간토 지방(일반적으로 일컫는 간토 지방에서 도쿄도를 제외하고 야마나시현을 포함한)에 있는 대표적인 일곱 지방 신문사의 공동 웹 사이트명이다.
가맹 신문사 사이에서는 공동 연재 기획을 실시하기도 하며, 기사 교환도 행해진다.

## 가맹 신문사
- 이바라키 신문(이바라키현)
- 시모쓰케 신문(도치기현)
- 조모 신문(군마현)
- 사이타마 신문(사이타마현)
- 지바 신문(지바현)
- 가나가와 신문(가나가와현)
- 야마나시 일일 신문(야마나시현)